# ليبيريا: حرب لا أهلية (فلم)
ليبيريا: حربٌ لا أهليّة (بالإسبانية: Liveria: O pio skliros emfylios) هو فيلم وثائقي تلفزيوني أمريكي ليبيري صدرَ عام 2004 من إخراج جوناثان ستاك وجيمس مارتن برابازون، ومن إنتاج غابرييل فيلمز. يدور الفيلم الوثائقي حول التدخل الأمريكي في صيف 2003 في ليبيريا حيث كان هناك صراعٌ على السلطة بين حركة الليبيريين المتحدين من أجل المصالحة والديمقراطية وزعيم الحكومة تشارلز تيلور. قُتل بسبب تلك الحرب المئات من المدنيين الأبرياء بقذائف الهاون.
الفيلم من بطولة زوبين كوبر نفسه ورئيس ليبيريا تشارلز تايلور، كما تضمَّنَ الفيلم لقطات فيديو للرئيس الأمريكي جورج دبليو بوش. عُرض الفيلم لأول مرة في السابع من آب/أغسطس 2004 في الولايات المتحدة الأمريكية ثمّ عُرض في الخامس من نيسان/أبريل 2005 في مهرجان ثيسالونيكي للأفلام الوثائقية في اليونان وعُرض في الثالث والعشرين من نيسان/أبريل 2005 في مهرجان الأفلام المستقلة في بوسطن بالولايات المتحدة الأمريكية ثم في التاسع والعشرين من نيسان/أبريل 2005 في مهرجان عالم واحد السينمائي في جمهورية التشيك.

## طاقم التمثيل
هذه قائمةٌ بأبرز الممثلين الذين شاركوا في تصوير الفيلم:
- جورج دبليو بوش (لقطات أرشيفية)
- زوبين كوبر
- تشارلز تيلور (رئيس ليبيريا)